# Thiruvithancode
Thiruvithancode es una ciudad y nagar Panchayat situada en el distrito de Kanyakumari en el estado de Tamil Nadu (India). Su población es de 18723 habitantes (2011). Se encuentra a 52 km de Thiruvananthapuram y a 74 km de Tirunelveli. 

## Demografía
Según el censo de 2011 la población de Thiruvithancode era de 18723 habitantes, de los cuales 9240 eran hombres y 9483 eran mujeres. Thiruvithancode tiene una tasa media de alfabetización del 93,76%, superior a la media estatal del 80,09%: la alfabetización masculina es del 95,39%, y la alfabetización femenina del 92,22%.